# Rue Gaston-Tessier
Ne doit pas être confondu avec Rue Tessier.
La rue Gaston-Tessier est une voie du 19e arrondissement de Paris, en France.

## Situation et accès
La rue Gaston-Tessier est une voie publique située dans le 19e arrondissement de Paris. Elle débute au 254, rue de Crimée et se termine au 89, rue Curial.

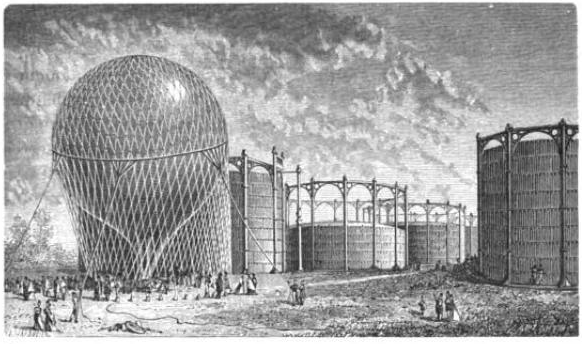
Départ d'un ballon à gaz à l'usine à gaz de la Villette.

## Origine du nom
Cette voie porte le nom de Gaston Tessier, syndicaliste, dirigeant de la Confédération française des travailleurs chrétiens, et résistant.

## Historique
Cette voie a été ouverte sur l'emplacement de l'usine à gaz de la Villette, sous le nom provisoire de « voie AE/19 » et a pris son nom actuel en 1978.

## Bâtiments remarquables et lieux de mémoire
- N° 39 : Gare Rosa Parks
- N° 57 : siège parisien du groupe d'édition, de médias et de divertissement Média-Participations